# Panduloria
Panduloria is een Nederlandse comedyserie uitgezonden door Prime Video. De serie is een parodie op fantasyverhalen. 

## Plot
In de serie ziet men de vergaderingen van het avonturiersgilde Het Gilde van de Gulden Draeck. Iedere week gaat de groep op queeste, op zoek naar goud en magische objecten. De kijker ziet echter alleen de vergaderingen die ze aan het eind van de queeste beleggen in herberg Den Gulden Draeck. De serie speelt zich af in het fictieve land Panduloria, dat te vergelijken is met Midden-aarde. Regelmatig schuiven er gasten aan bij de vergadering, die worden gespeeld door diverse gastacteurs.

## Hoofdcast

### Leden van het Gilde
- Jan-Paul Buijs - Theuderic 
een bureaucratische halfling en voorzitter van de vergadering
- Emilio Guzman - Jörgen de Jörgen uit Jörgen
de nuchtere denker van het gezelschap met oranje huid
- Korneel Evers - Cornolas 
een elf en over het paard getild krijger
- Henry van Loon - Proculas
de machtigste magiër van Panduloria, ook alcoholistische tovenaar.
- Alex Ploeg - Donwald
een mopperende en cynische dwerg
- Alex Klaasen - Hubrecht
kneuzige schildknaap

### Overig
- Wimie Wilhelm - Nanette, bergtrol
- Rick Paul van Mulligen - Peter Paul Uilenwinkel, managementgoeroe
- Arjen Lubach - Orakel
- Bas Hoeflaak - Pier Stoevelaer, miljonair
- Bram Krikke - Walewein Huppert
- Ronald Goedemondt - Consultant
- Thomas Gast - Oranje Slaaf
- Georgina Verbaan - Alfrida, voorzitter van Het Gilde van de Groene Griffioen. Vrouw van Theuderic.

## Lijst van afleveringen

### Seizoen 1
1. Nieuw lid. Het gulde verwelkomt een nieuw lid: Jörgen een Jörgen uit Jörgen. Hij is een ambiteuze wereldverbeteraar. Hij komt er snel achter dat Theuderic hem heeft voorgelogen: in plaats van een idealistisch gilde, blijkt het een hopeloos ouderwets gilde te zijn.
2. Samenwerken. De laatste queeste was weer een mislukking. Theuderic heeft hulp van buitenaf ingeschakeld: managementgoeroe Peter Paul Uilenwinkel (gastrol van Rick Paul van Mulligen).
3. Het orakel. Tijdens een queeste is het gilde een orakel tegengekomen (gastrol van Arjen Lubach). Iedereen gelooft hem, behalve Jörgen.
4. Het jaarverslag. Het is tijd om het jaarverslag te bespreken. De cijfers zijn roder dan rood, maar gelukkig heeft Theuderic in het weekend een seminar gevolgd.
5. De miljonair. De Miljonair Pier Stoevelaer (gastrol van Bas Hoeflaak) wil mee op queeste. Hij blijkt alleen een aantal bizarre wensen te hebben.
6. De hippe herberg. De herberg heeft een nieuwe eigenaar en het gilde herkent de herberg niet meer. Er zijn opeens fancy biertjes en trendy gerechten.
7. Tijd voor verjonging. Theuderic wil graag ook jongeren aanspreken en heeft Walewein Huppert uitgenodigd (gastrol van Bram Krikke).
8. Pottelen. Theuderic heeft iets nieuws bedacht. In plaats van vergaderen gaan ze het bordspel pottelen spelen.
9. De consultant. Het gilde staat op het punt om gekocht te worden door een international. Er is een consultant aanwezig (gastrol van Ronald Goedemondt) om te kijken of het gilde wel proffesioneel genoeg is.
10. Monnik Mark. Het gilde viert Monnik Mark,een traditioneel feest met gruwelijke tradities zoals dode dieren in de boom. Monnik Mark en Oranje Slaaf (gastrol van Thomas Gast) komen op bezoek.
11. Het Gilde van de Groene Griffioen.  We zien deze keer een ander gilde: Het Gilde van de Groene Griffioen. Net opgericht en bestaat uit vrouwen. Voorzitter Alfrida (gastrol van Georgina Verbaan) wil een succesvoller en beter gilde dan haar man Theuderic. Met ook gastrollen van Kim Schuddeboom, Sanne Franssen, Meral Polat, Jennifer Hoffman en Myrthe Huber.
12. Het functioneringsgesprek. Het contract van Jörgen loopt af en het is tijd voor het functioneringsgesprek. Niet één op één, maar gezamenlijk.